# FIBAアメリカリーグ
FIBAリーガ・デ・ラス・アメリカス（スペイン語: FIBA Liga de las Américas, ポルトガル語: FIBA Liga das Américas, 英語: FIBA Americas League）は、FIBAアメリカが主催していた男子バスケットボールの国際大会である。

## 歴代優勝チーム
- 1946  オリンピア
- 1947 未開催
- 1948 未開催
- 1949 未開催
- 1950 未開催
- 1951 未開催
- 1952 未開催
- 1953 未開催
- 1954  オリンピア
- 1955 未開催
- 1956  デフェンソール
- 1957 未開催
- 1958  デフェンソール
- 1959 未開催
- 1960 未開催
- 1961  ジリオ
- 1962 未開催
- 1963 未開催
- 1964  コリンチャンス
- 1965 未開催
- 1966 未開催
- 1967  トーマス・バタ
- 1968  ジリオ
- 1969  コリンチャンス
- 1970  ジリオ
- 1971  ジリオ
- 1972  ジリオ
- 1973 未開催
- 1974  フランカ
- 1975  フランカ
- 1976 未開催
- 1977  フランカ
- 1978  ジリオ
- 1979  ジリオ
- 1980  フランカ
- 1981  フェロ・カリル・オエステ
- 1982  フェロ・カリル・オエステ
- 1983  ペニャロール
- 1984  ジリオ
- 1985  モンテ・リバノ
- 1986  モンテ・リバノ
- 1987  フェロ・カリル・オエステ
- 1988  トロタムンドス・デ・カラボボ
- 1989  トロタムンドス・デ・カラボボ
- 1990  フランカ
- 1991  フランカ
- 1992  ビグア
- 1993  アテナス
- 1994  アテナス
- 1995  リオ・クラロ
- 1996  オリンピア
- 1997  アテナス
- 1998  アテナス
- 1999  ヴァスコ・ダ・ガマ
- 2000  ヴァスコ・ダ・ガマ
- 2001  エストゥディアンテス
- 2002  リベルタ
- 2003 未開催
- 2004  アテナス
- 2005  ウベルランジア
- 2006  ベン・ウル
- 2007  リベルタ
- 2007-08  ペニャロール
- 2008-09  ブラジリア
- 2009-10  ペニャロール
- 2010-11  レガータス・コリエンテス
- 2012  ピオネロス・デ・キンタナ・ロー
- 2013  ピニェイロス
- 2014  フラメンゴ
- 2015  バウル
- 2016  グアロス・デ・ララ
- 2017  グアロス・デ・ララ
- 2018  サン・ロレンソ
- 2019  サン・ロレンソ

## 国別優勝回数
| 国             | 優勝 | 準優勝 | 3位 | 4位 |
| -------------- | ---- | ------ | --- | --- |
| アルゼンチン   | 5    | 3      | 2   | 3   |
| ブラジル       | 4    | 3      | 3   | 5   |
| ベネズエラ     | 2    | 2      | 0   | 0   |
| メキシコ       | 1    | 3      | 2   | 4   |
| プエルトリコ   | 0    | 1      | 2   | 0   |
| ウルグアイ     | 0    | 0      | 2   | 0   |
| アメリカ合衆国 | 0    | 0      | 1   | 0   |